# Impasse Franchemont
 (octobre 2024).
Si vous disposez d'ouvrages ou d'articles de référence ou si vous connaissez des sites web de qualité traitant du thème abordé ici, merci de compléter l'article en donnant les références utiles à sa vérifiabilité et en les liant à la section « Notes et références ».
L'impasse Franchemont est une voie située dans le quartier Sainte-Marguerite du 11e arrondissement de Paris.

## Situation et accès
L'impasse Franchemont est desservie par la ligne 9 à la station Charonne.

## Origine du nom

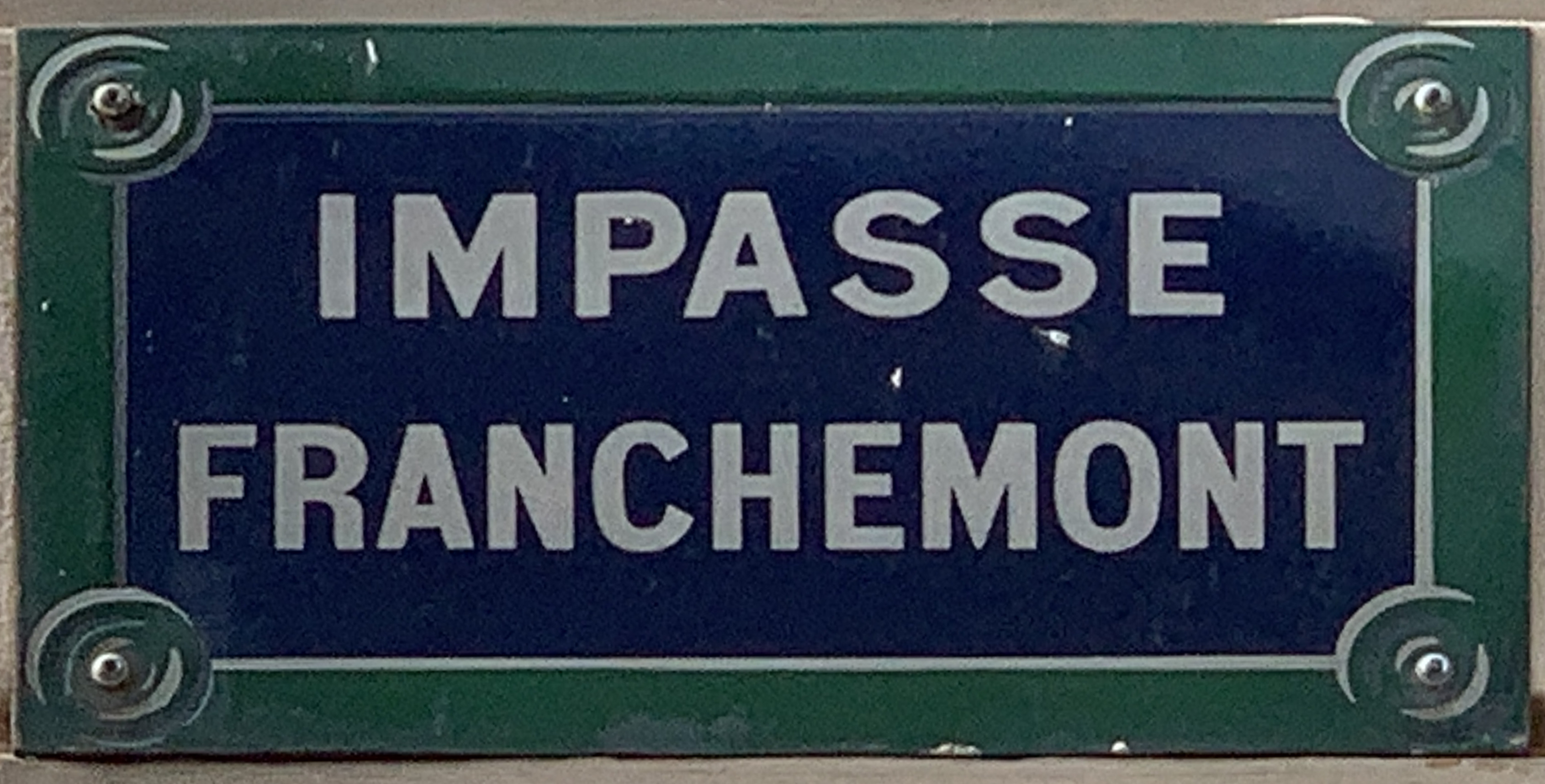
Plaque de l'impasse.

Cette voie tient son nom de celui d'un propriétaire des terrains sur lesquels elle a été créée.

## Historique
Cette voie ouverte vers 1885 est classée dans la voirie de Paris par arrêté du 25 avril 1966.

## Bâtiments remarquables et lieux de mémoire
Au N°1 (où se trouve l'actuel Franprix), dans la cour intérieure se trouvait une vacherie exploitée par un laitier-nourrisseur comme le rappelle une grande plaque sur la façade. 